# 2. Schlacht von Hefei
Die 2. Schlacht von Hefei fand vermutlich um 217, zur Zeit der drei Reiche, in China statt.
Der Feldherr Sun Quan begann eine Invasion auf die Burg Hefei, nachdem er schon die Schlacht von Chibi gegen den Wei-König Cao Cao gewonnen hatte. Die Festungsanlagen wurden von den Wei-Generälen Yue Jin, Li Dian und Zhang Liao bewacht, die Cao Cao abgestellt hatte. Cao Caos Truppen waren denen Sun Quans jedoch weit unterlegen, in den Chroniken der Drei Reiche ist von 30.000 Wei-Kriegern und 100.000 Wu-Kriegern die Rede.
Sun Quan und seine beiden Offiziere Ling Tong und Gan Ning wurden jedoch aufgrund einer List Zhang Liaos zurückgeschlagen. Gan Ning rettete Ling Tong jedoch vor Zhang Liao.
Zhang Liao bekam für seine Verdienste den Titel der den Osten eroberte, Yue Jin den Titel Rechter General.